# Jean d'Ormesson
Pour les articles homonymes, voir Ormesson.
Pour les autres membres de la famille, voir Famille Lefèvre d'Ormesson.
Ne doit pas être confondu avec Jean d'O.
Jean Lefèvre d'Ormesson, comte d'Ormesson, communément appelé Jean d'Ormesson, parfois surnommé Jean d'O, est un écrivain, journaliste et philosophe français né le 16 juin 1925 à Paris et mort le 5 décembre 2017 à Neuilly-sur-Seine (Hauts-de-Seine).
Membre de la famille Lefèvre d'Ormesson, une des familles subsistantes de la noblesse française, propriétaire du château d'Ormesson dans le Val-de-Marne, il descend par sa mère de la famille Lepeletier de Saint-Fargeau, propriétaire du château de Saint-Fargeau dans l'Yonne. Il se voit dispenser un enseignement privilégié et est notamment élève de l'École normale supérieure.
Il est l'auteur d'une quarantaine d'ouvrages, allant de grandes fresques historiques imaginaires (La Gloire de l'Empire, 1971) aux essais philosophiques dans lesquels il partage ses réflexions sur la vie, la mort ou l'existence de Dieu (Je dirai malgré tout que cette vie fut belle, 2016). Il est élu à l'Académie française en 1973. De 1974 à 1977, il est également le directeur général du Figaro.
Considéré pendant plus de quarante ans comme l'ambassadeur médiatique de l'Académie française, il était très présent dans des émissions télévisées littéraires ou plus généralistes, où il est régulièrement invité pour son érudition et son art de la conversation.

## Biographie

### Famille

#### Origines
Jean Bruno Wladimir François-de-Paule Lefèvre d'Ormesson naît le 16 juin 1925 dans le 7e arrondissement de Paris.
Issu de la famille Lefèvre d'Ormesson, il est :
- le fils cadet d'André d'Ormesson (1877-1957), marquis d'Ormesson, ambassadeur de France et ami de Léon Blum[2] ;
- le neveu de l’ambassadeur Wladimir d'Ormesson ;
- le cousin germain du député Olivier d'Ormesson ;
- le frère cadet de Henry d'Ormesson (1921-1995), énarque et inspecteur général des finances.

Sa mère, Marie Henriette Isabelle Anisson du Perron (1892-1975), issue de la famille Anisson du Perron, descend d'Étienne-Alexandre-Jacques Anisson-Dupéron (1749-1794), directeur de l'Imprimerie royale en 1783, privé de cet emploi à la Révolution et guillotiné.
Membre de la famille Lefèvre d'Ormesson (marquis d’Ormesson) appartenant à la noblesse de robe, en tant que cadet dans sa fratrie, il porte le titre de « comte ».
Parmi ses ancêtres, se trouvent le juge Olivier Lefèvre d'Ormesson, disgracié à la suite du procès de Nicolas Fouquet, ainsi que par sa mère, le conventionnel Louis-Michel Lepeletier de Saint-Fargeau. Il descend également du maréchal d'Empire Emmanuel de Grouchy.
À l'origine, ses ancêtres utilisent le patronyme Le Fèvre. Au début du XVIe siècle, son ancêtre Jean Le Fèvre amorce l'ascension sociale en devenant commis au greffe du Parlement de Paris. Son fils, Olivier Le Fèvre (1525-1600), devient président de la Chambre des comptes de Paris et acquiert les seigneuries d'Eaubonne et d'Ormesson à Épinay-sur-Seine. Il est anobli en 1553. La famille s'établit en 1758 à Amboile, dans la vallée de la Marne, terre dont elle obtient l'érection en marquisat, le village étant renommé de ce fait Ormesson-sur-Marne.

#### Jeunesse et formation
Jean d'Ormesson passe son enfance au château de Saint-Fargeau, qui appartient à sa mère, épisode de sa vie qu'il évoque dans Au plaisir de Dieu. Pendant sa jeunesse, la famille suit les missions du père en Bavière (de 1925 à 1933), en Roumanie et au Brésil, à Rio de Janeiro. Il est élevé par sa mère, des nourrices et des gouvernantes jusqu'à l'âge de 14 ans et suit toute sa scolarité les cours par correspondance du Cours Hattemer.
Son père, ambassadeur à la retraite, avait été nommé à la tête de la Croix-Rouge française et avait dû aller travailler à Vichy (où il n’est resté que 24 heures avant de démissionner). « Il nous installe, ma mère et moi, flanqués de mon cousin Jacques et de sa mère, ma blonde et délicieuse tante Anne-Marie dont le mari est prisonnier en Allemagne, dans la modeste pension Bon Accueil à Royat et il m’inscrit en première, pour préparer mon bachot, au lycée Blaise-Pascal à Clermont-Ferrand. »
Ce passage en Auvergne ne durera que quelques mois. Le temps de tracer, lors de l’hiver 1940-1941, des croix de Lorraine sur les murs de Clermont-Ferrand, d’emprunter quotidiennement le tramway Royat - Clermont-Ferrand, et de vivre un hiver glacial avant de quitter la région en direction de Nice.
Entre 1941 et 1942, il est élève au lycée Masséna de Nice, il obtient son baccalauréat en 1943, après un premier échec. Il entre en hypokhâgne au lycée Henri-IV, puis intègre à 19 ans l'École normale supérieure (1944).

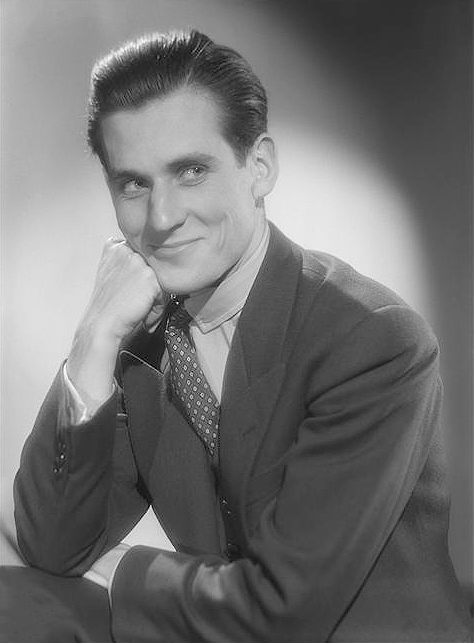
Jean d'Ormesson en 1948 (Studio Harcourt).

Licencié ès lettres et en histoire, il tente ensuite, contre l'avis de son professeur Louis Althusser, l'agrégation de philosophie, qu'il obtient en 1949 à la troisième présentation. Il se classe douzième parmi les vingt et un candidats reçus.

### Littérature, politique et journalisme

#### Vie privée et débuts dans le journalisme
Après son service militaire au sein d'un régiment parachutiste,
, il donne quelques cours de grec classique et de philosophie au lycée public Jacques-Decour, puis entame une carrière de journaliste à Paris Match où il écrit quelques articles « people », ainsi qu'aux quotidiens Ouest-France, Nice-Matin et Progrès de Lyon.
Il vit alors dans l'appartement de ses parents 97, rue du Bac, jusqu'à son mariage à l'âge de 37 ans,. Il s'agit d'une partie de l'hôtel particulier de 1722 qui est habité de 1809 à 1824 par Constance de Théis, successivement princesse, comtesse — et à nouveau princesse — de Salm-Dyck, puis sous le Second Empire par le maréchal Vaillant, avant que vers 1987 son nouveau propriétaire ne le restaure et remeuble.
Le 2 avril 1962, il épouse à Paris dans le 16e arrondissement, Françoise Béghin, née dans cet arrondissement le 26 juin 1938, de 13 ans sa cadette, fille benjamine de Ferdinand Béghin, magnat de la presse (et administrateur du Figaro à partir de 1950) et du sucre (PDG de la société Béghin-Say), suisse par sa mère, et également cousine (par sa tante paternelle) du cinéaste Louis Malle. Leur fille Héloïse naît le 10 octobre 1962.
En 1950, par l'entremise de Jacques Rueff, un ami de son père, alors président du Conseil international de la philosophie et des sciences humaines à l'UNESCO, Jean d'Ormesson est nommé secrétaire général de ce conseil, organisme international rattaché auprès de l'UNESCO. Il deviendra président de ce même Conseil en septembre 1992 et le restera jusqu'en 1996.
Il est rédacteur en chef adjoint (1952-1971), membre du comité de rédaction (à partir de 1971), puis rédacteur en chef de la revue Diogène (sciences humaines). Il est plusieurs fois conseiller dans des cabinets ministériels (dont celui de Maurice Herzog à la Jeunesse et aux Sports) et membre de la délégation française à plusieurs conférences internationales, notamment à l'assemblée générale des Nations unies en 1968.

#### Romans

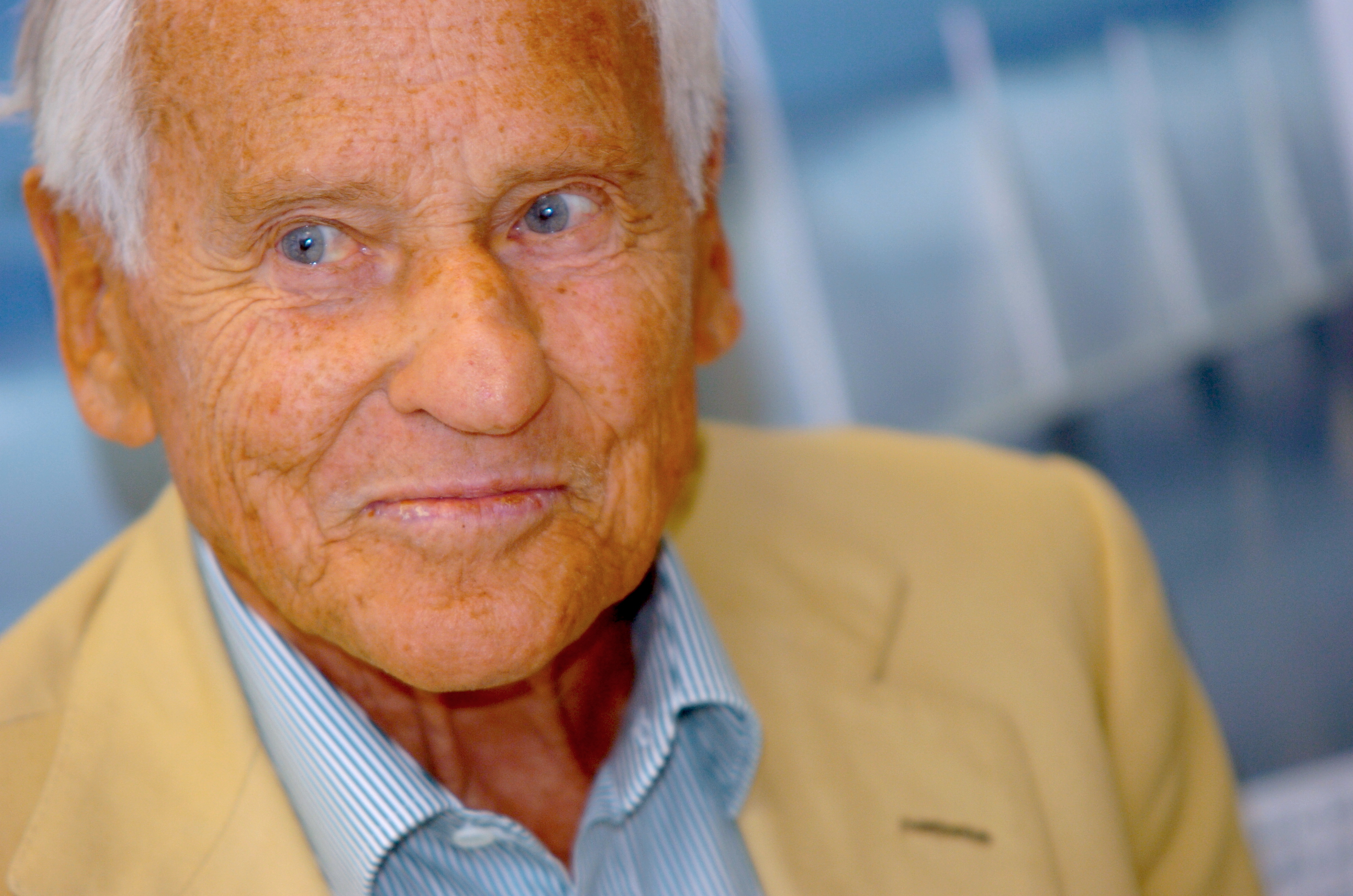
Jean d'Ormesson, le 02 octobre 2008 à Paris.

En 1956, il publie son premier roman, L'amour est un plaisir, qui se vend à seulement 2 000 exemplaires, alors que son éditeur Julliard voit en lui un « frère de Sagan ». Il connaît son premier succès critique et public en 1971 avec le roman La Gloire de l'Empire (100 000 exemplaires vendus) pour lequel il reçoit le grand prix du roman de l'Académie française.
Il apparaît six fois dans l'émission télévisée Italiques entre 1971 et 1974.

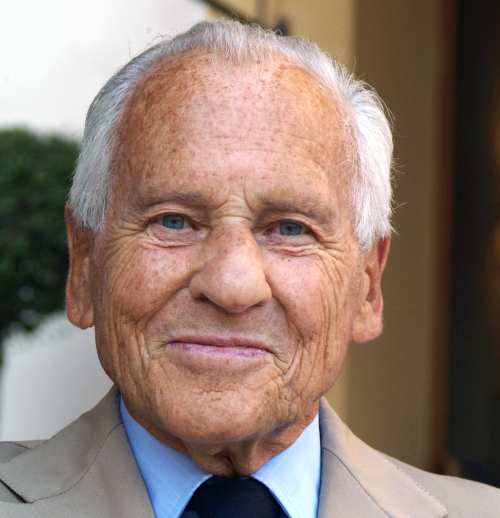
Jean d'Ormesson en 2007.

Jean d'Ormesson écrit de nombreux romans, qui échappent souvent aux conventions du genre romanesque : les intrigues sont construites autour de plusieurs personnages et font place à de nombreuses digressions et à des anecdotes personnelles, alliant l'humour et l'érudition. Les fictions de Jean d'Ormesson constituent souvent une méditation sur le temps qui passe et prennent parfois l'allure d'un traité de vie : La Gloire de l'Empire, Dieu, sa vie, son œuvre, Histoire du Juif errant, La Douane de mer, Presque rien sur presque tout. La dimension autobiographique est toujours très présente, en particulier dans Du côté de chez Jean, Au revoir et merci, Le Rapport Gabriel, C'était bien, livres à mi-chemin entre le récit et l'essai, où Jean d'Ormesson parle de lui-même, tout en inventant certains détails de sa vie sur le ton de la fausse confidence ou de la fausse modestie[réf. nécessaire].
Dans ses derniers livres, il explore d'autres voies en relatant d'outre-tombe sa propre vie passée ou en adoptant un registre plus mélancolique (Une fête en larmes).
En 2015 et 2018, Jean d'Ormesson est édité au sein de la collection de la bibliothèque de la Pléiade des éditions Gallimard, avec deux tomes d'œuvres choisies. Il est rare qu'un auteur soit édité dans la prestigieuse collection de son vivant, et ce, malgré des reproches sur la qualité littéraire de son œuvre,. Il avait d'une certaine manière une présence dans la Pléiade en composant l'album (iconographie commentée) sur Chateaubriand dont il est un grand admirateur, lui consacrant une biographie, Mon dernier rêve sera pour vous,.

#### Académie française

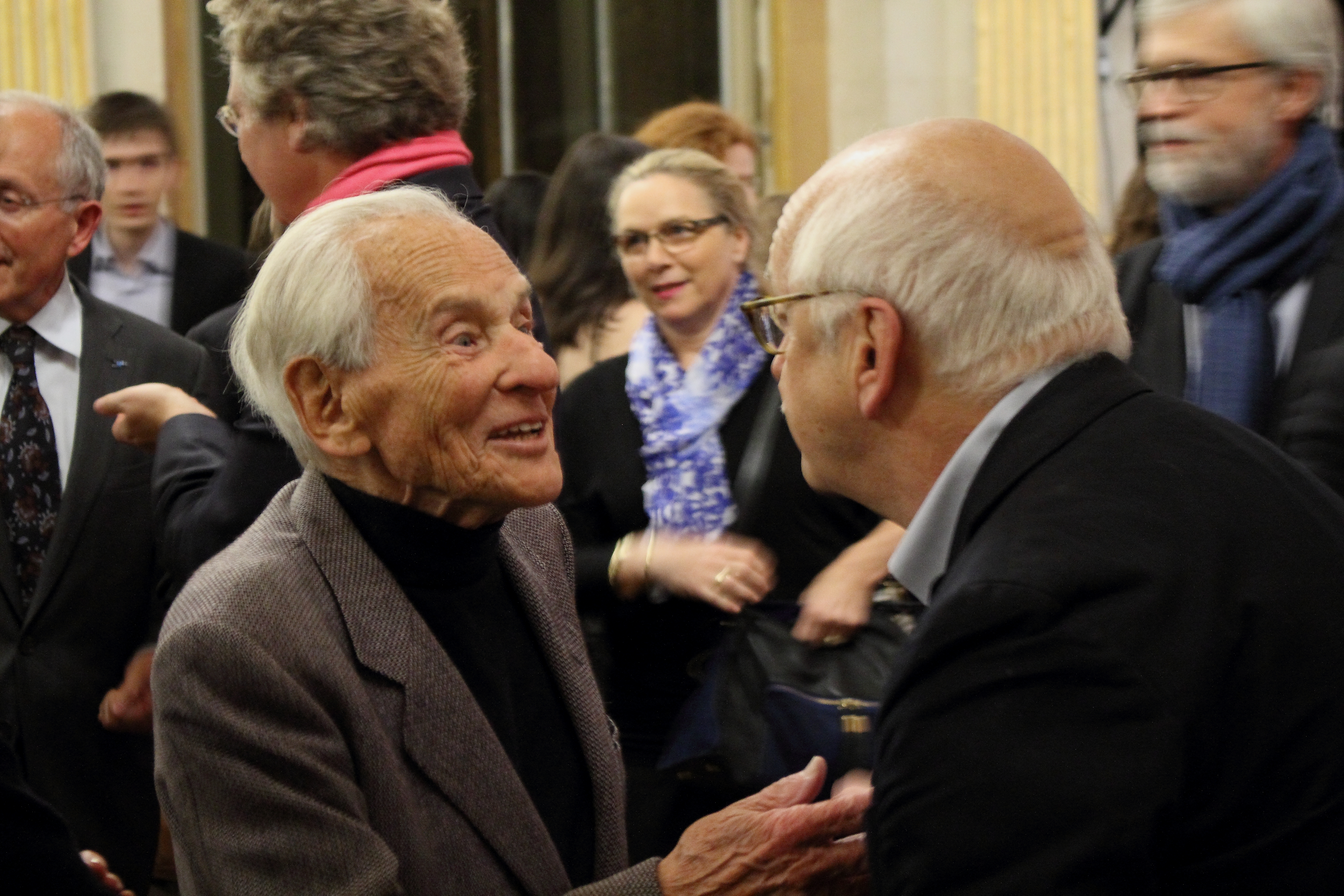
Jean d'Ormesson et Erik Orsenna en 2015.

Jean d'Ormesson est élu à l'Académie française le 18 octobre 1973, au fauteuil 12, face à Paul Guth, succédant à Jules Romains mort l'année précédente,. Il y est élu un mois après la mort de son oncle Wladimir d'Ormesson (décédé le 15 septembre), qui occupait le fauteuil 13 de l'Académie française. Il y fut reçu le 6 juin 1974 par Thierry Maulnier.
Il fait campagne pour défendre la réception sous la coupole de Marguerite Yourcenar, la première femme admise à l'Académie en 1980,, répondant à son discours de remerciement en 1981. Il milita fortement, y compris avec un discours de présentation, pour la candidature de Valéry Giscard d'Estaing en 2003, ce qui fut concrétisé malgré les polémiques concernant le peu d'expérience littéraire de l'ancien président,. Il reçoit également Michel Mohrt en 1986 et Simone Veil le 18 mars 2010.
Il était le benjamin de l'Académie française à son entrée. À sa mort, il en était le doyen d'élection (depuis le décès de Claude Lévi-Strauss le 30 octobre 2009) et le vice-doyen d'âge depuis la mort de Michel Déon un peu moins d'un an auparavant.

#### Directeur général duFigaro
En 1974, il est nommé directeur général du Figaro.
Ses opinions sur la guerre du Viêt Nam lui valent des paroles très dures de Jean Ferrat dans la chanson Un air de liberté. En 1975, à la suite de la suppression de cette chanson d'une émission de télévision à la demande de Jean d'Ormesson, Jean Ferrat s'explique : « Je n'ai rien contre lui, contre l'homme privé. Mais c'est ce qu'il représente, [...] la presse de la grande bourgeoisie qui a toujours soutenu les guerres coloniales, que je vise à travers M. d'Ormesson. »
En 1976, toujours directeur général du Figaro, il apporte son soutien au journaliste et responsable syndical (CGC) Yann Clerc qui aide Robert Hersant, le nouveau propriétaire du titre (à partir de juillet 1975), à éliminer toute opposition des journalistes après sa prise de pouvoir.
Plus de soixante-quinze journalistes démissionnent en invoquant la clause de conscience. Bernard Pivot, soutenu par l'ancien propriétaire du groupe de presse Jean Prouvost, réussira à négocier des indemnités qui lui permettront de financer la piscine de sa maison dans le Beaujolais, à laquelle il donnera le nom de Jean d'Ormesson. Ce dernier a très bien pris la plaisanterie et les deux hommes deviendront amis. « Je pensais qu'on donnerait mon nom à une école après ma mort, a-t-il réagi, je ne pensais pas qu'on le donnerait à une piscine de mon vivant ».
Il démissionne de son poste de directeur en 1977 face à l'ingérence rédactionnelle de Robert Hersant.
Il continue une chronique régulière jusqu'en 1983 dans le nouveau supplément Le Figaro Magazine dont le rédacteur en chef est Louis Pauwels.
Jean d'Ormesson poursuit sa collaboration à la rubrique « Débats et opinions » du journal Le Figaro. La première biographie à son sujet, écrite par Arnaud Ramsay, Jean d’Ormesson ou l'élégance du bonheur, a été publiée en 2009.

#### Pensée et positionnement politiques
Jean d'Ormesson se considère comme « un homme de droite — un gaulliste avéré, mais un gaulliste européen — qui a beaucoup d'idées de gauche : des idées d'égalité et de progrès, ce progrès qui est abandonné par la gauche à cause des écologistes. »
Sa présence médiatique en fait une personnalité de l'intelligentsia de la droite française. En 1978, il est un des membres fondateurs du Comité des intellectuels pour l'Europe des libertés. Il prend part au débat dans la campagne pour le référendum sur le traité de Maastricht dans un entretien avec le président François Mitterrand lors de l'émission Aujourd'hui l'Europe se déroulant le 3 septembre 1992 à la Sorbonne à Paris et présenté par Guillaume Durand.
En 2012, il soutient Nicolas Sarkozy lors de l'élection présidentielle.

#### Passeport libanais
À l'occasion d'une interview au cours de laquelle il commente le renoncement de François Hollande à réunir le Congrès sur la question de la déchéance de nationalité, Jean d'Ormesson révèle qu'il possédait également un passeport libanais (« Je suis, moi-même, binational (j'ai un passeport libanais). »). Il lui avait été accordé par le gouvernement provisoire du général Michel Aoun lors d'un séjour durant la guerre civile libanaise.

#### Défense des chrétiens d'Orient
Dès 2008, Jean d'Ormesson dénonce le sort des populations qui fuient ou survivent dans le nord de l'Irak et de la Syrie, en particulier les chrétiens d'Orient. Il définit ceux-ci comme « nos frères aînés, auxquels nous devons admiration et respect ».

### Vie privée
Jean d'Ormesson rencontre Françoise Béghin, fille du magnat du sucre et de la presse Ferdinand Béghin en 1958. En 1962, il l'épouse afin de légitimer leur fille Heloïse dont elle est tombée enceinte, tout en lui signifiant « n'être pas fait pour le mariage » et que ce mariage devrait « préserver leurs libertés respectives ».
En 1974, il rencontre Malcy Ozannat, fille d'Olivier Guichard et épouse de Jean-Pierre Ozannat, directeur adjoint d'Europe 1, qu'il ne quittera plus.
Après vingt ans d'indifférence, les deux femmes finissent par sympathiser au point de prendre leurs vacances ensemble.

### Affaire judiciaire
En 2003, l'académicien et son épouse Françoise sont soupçonnés d'avoir dissimulé 16 millions d'euros à l'administration fiscale française, mais le non-respect de procédures d'entraide judiciaire internationale provoque l'interruption des poursuites.

### Maladie et mort

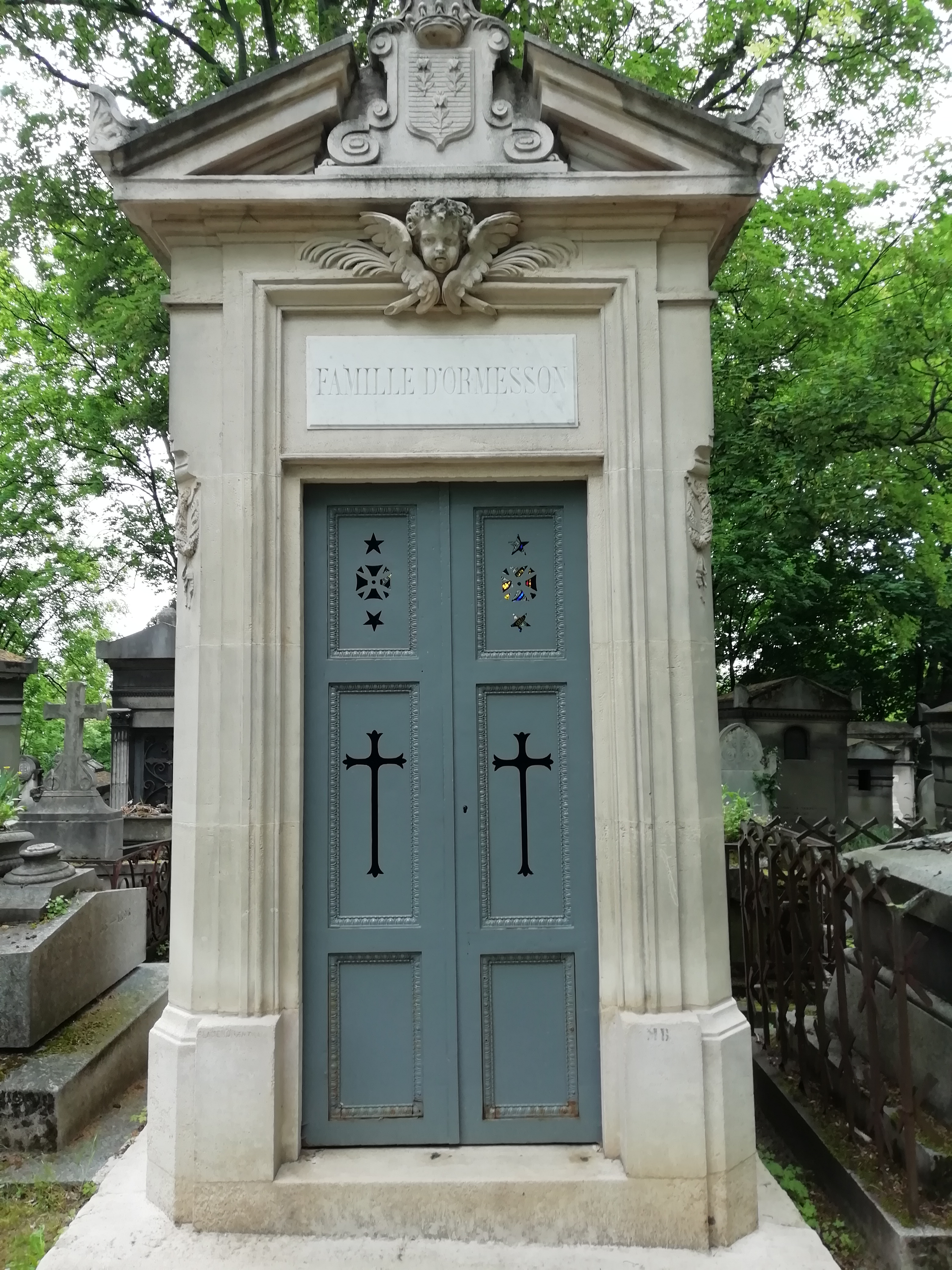
Chapelle funéraire de la famille d'Ormesson au cimetière du Père-Lachaise (division 56), dans laquelle Jean d'Ormesson ne repose pas.

En 2013, il évoque un cancer de la vessie lui ayant valu huit mois d'hospitalisation,. Il déclare, une fois remis, qu'il avait « une chance sur cinq de [s]’en sortir » et que « le cancer a rayé une année de [s]a vie. »
Jean d'Ormesson meurt d'une crise cardiaque dans la nuit du 4 au 5 décembre 2017 (tôt dans la matinée du 5 décembre), à son domicile, à Neuilly-sur-Seine, à l'âge de 92 ans,,.
Sa mort précède de quelques heures celle d'une autre figure culturelle française, Johnny Hallyday. Bruno Frappat, dans La Croix, parle de la disparition de « deux voix de la France ». Les médias rappellent à cette occasion une déclaration faite quelques années auparavant par Jean d'Ormesson qui estimait — citant en exemple les décès quasi-simultanés, en 1963, d'Édith Piaf et de Jean Cocteau — qu'il est préférable pour un écrivain de ne pas mourir en même temps qu'une vedette de la chanson, sous peine de voir sa disparition éclipsée.
Sa famille indique que « sa dépouille sera incinérée plus tard dans l'intimité »,,. Il n'est en effet pas enterré au cimetière du Père-Lachaise dans la chapelle familiale située en 56e division comme il l'avait laissé deviner dès 2014 où il avait indiqué que « ce caveau est plein comme un œuf » et qu'il devra « se faire cendres ».
Une cérémonie religieuse en la cathédrale Saint-Louis des Invalides a lieu le 8 décembre 2017. La messe est célébrée par le père Matthieu Rougé, curé de la paroisse Saint-Ferdinand des Ternes - Sainte-Thérèse-de-l'Enfant-Jésus et ami de Jean d'Ormesson,. L'éloge funèbre est prononcé par l'académicien Jean-Marie Rouart, suivi d'un hommage national rendu par le président Emmanuel Macron, qui dépose un crayon sur son cercueil après avoir prononcé un discours saluant un écrivain qui constituait un « antidote à la grisaille des jours ». Cet hommage se déroule en présence de 150 invités parmi lesquels François de Rugy, président de l'Assemblée nationale, Gérard Larcher, président du Sénat, des anciens présidents Nicolas Sarkozy, avec son épouse Carla Bruni, François Hollande tandis que Valéry Giscard d'Estaing n'était présent qu'à la messe, de membres du gouvernement : Sophie Cluzel, Bruno Le Maire, Nathalie Loiseau, Françoise Nyssen, Florence Parly, Muriel Pénicaud, Brune Poirson, Marlène Schiappa et Frédérique Vidal, de l'ancien Premier ministre François Fillon, du défenseur des droits Jacques Toubon, du chancelier de l'Institut de France Gabriel de Broglie et 45 membres de l'Institut de France dont des membres de l'Académie française.
Après le discours d'Emmanuel Macron, l'orchestre symphonique de la Garde républicaine a accompagné le pianiste (et compositeur) Karol Beffa, dans le second mouvement, Andante, du 21e concerto pour piano de W. A. Mozart. La cérémonie s'est refermée sur une autre partition célèbre, la Méditation de Thaïs, de Jules Massenet, jouée par le violoniste Renaud Capuçon et le même pianiste. Cette dernière œuvre a été réentendue le lendemain à l'église de la Madeleine, à Paris, jouée cette fois au violoncelle par Gautier Capuçon, frère du précédent, lors de l'hommage rendu au rockeur Johnny Hallyday, dont il partageait étonnamment une lointaine parenté.
Les cendres de l'écrivain ont été répandues à Venise, devant la Douane de mer.

## Distinctions

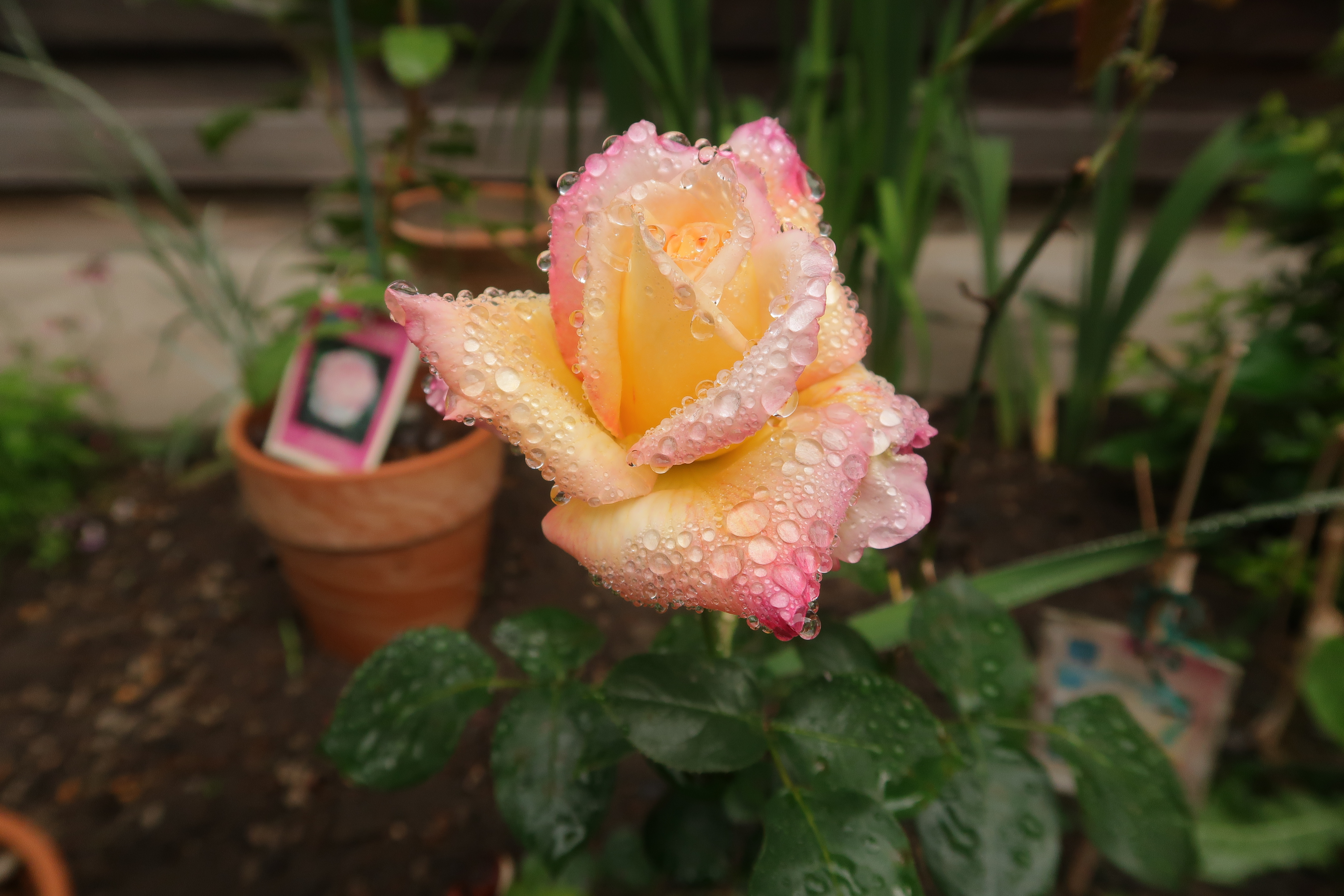
Rose nommée Jean d'Ormesson

### Décorations
Le 27 novembre 2014, Jean d'Ormesson est fait grand-croix de la Légion d'honneur par le président de la République François Hollande.
- Grand-croix de la Légion d'honneur (2014)[66]
  - Grand-officier par décret du 12 juillet 2002
  - Commandeur le 26 octobre 1993
- Officier de l'ordre national du Mérite
- Commandeur de l'ordre des Arts et des Lettres
- Commandeur de l'ordre national de la Croix du Sud (Brésil)[67]

### Prix
- 1971: Grand prix du roman de l'Académie française pour La Gloire de l'Empire
- 1975: Prix Balzac pour Au Plaisir de Dieu
- 1990: Prix du Mémorial, grand prix littéraire d'Ajaccio pour Garçon, De Quoi Écrire, et l'ensemble de son oeuvre
- 1994: Grand prix RTL-Lire pour La Douane de Mer
- 1995: Prix Hassan II des Quatre Jurys pour La Douane de mer[68]
- 1999: Grand prix Jean-Giono pour Le Rapport Gabriel
- 2001: Prix Combourg pour Voyez Comme on Danse
- 2002: Prix Luca de Tena du quotidien ABC[réf. nécessaire]
- 2003: Grand prix littéraire Jacques-Audiberti de la ville d'Antibes[1]
- 2007: Prix Ulysse pour l'ensemble de son oeuvre
- 2016: Prix Jean-Jacques-Rousseau de l'autobiographie pour Je dirai malgré tout que cette vie fut belle
- 2016: Prix Saint-Simon pour Je dirai malgré tout que cette vie fut belle

### Autres
Il est élu membre honoraire de l'Académie de Nîmes en 1987.
En 2011, il est le parrain des élèves qui ont, en 2010, intégré l'École des mines d'Alès.
À sa mort, il reçoit un hommage national dans la cour d'honneur de l'hôtel des Invalides, à Paris, au cours duquel le président de la République, Emmanuel Macron, prononce son éloge funèbre.
Dès le 7 juillet 2018, la commune de Ceyreste (Bouches-du-Rhône) inaugure une école primaire publique à son nom, en présence de sa veuve et de sa fille Héloïse d'Ormesson. Plusieurs communes suivront, notamment Asnières-sur-Seine (Hauts-de-Seine), Aulnay-sous-Bois (Seine-Saint-Denis), Nîmes (Gard), Saint-Jean-de-Védas (Hérault), Toussieu (Rhône) ainsi que la région Provence-Alpes-Côte d'Azur qui donne le nom de « Jean d'Ormesson » au nouveau lycée de Châteaurenard à la rentrée 2019. En France (2023), 39 rues, avenues (etc.) sont nommés d’après l’ancien académicien.

## Œuvres

### Ouvrages
- L'amour est un plaisir, 1956[O 1]
- Du côté de chez Jean, 1959[O 2]
- Un amour pour rien, 1960[O 3]
- Au revoir et merci, 1966[O 4]
- Les Illusions de la mer, 1968[O 5]
- La Gloire de l'Empire[O 6], 1971Grand prix du roman de l'Académie française, premier grand succès d'édition de l'auteur.
- Au plaisir de Dieu, 1974[O 7]
- Le Vagabond qui passe sous une ombrelle trouée, 1978[O 8]
- Dieu, sa vie, son œuvre, 1981[O 9]
- Mon dernier rêve sera pour vous, 1982[O 10]
- Jean qui grogne et Jean qui rit, 1984[O 11]
- Le Vent du soir, 1985[O 12]
- Tous les hommes en sont fous, 1986[O 13]
- Le Bonheur à San Miniato, 1987[O 14]
- Album de la Pléiade Chateaubriand, 1988[O 15]
- Garçon de quoi écrire, 1989[O 16], avec François Sureau.
- Histoire du Juif errant, 1991[O 17]
- Tant que vous penserez à moi[O 18], 1992Entretiens avec Emmanuel Berl.
- La Fureur de lire la presse, 1992[O 19]
- La Douane de mer, 1994[O 20]
- Presque rien sur presque tout, 1996[O 21]
- Casimir mène la grande vie, 1997[O 22]
- Une autre histoire de la littérature française, 1997[O 23] - 1998[O 24]
- Le Rapport Gabriel, 1999[O 25]
- Voyez comme on danse, 2001[O 26] Prix Combourg.
- C'était bien, 2003[O 27]
- Et toi mon cœur pourquoi bats-tu, 2003[O 28]
- Une fête en larmes, 2005[O 29]
- La Création du monde, 2006[O 30]
- La vie ne suffit pas : Œuvres choisies, 2007[O 31]
- Odeur du temps, 2007[O 32]
- Qu'ai-je donc fait, 2008[O 33]
- L'Enfant qui attendait un train, 2009[O 34]
- Saveur du temps, 2009[O 35]
- C'est une chose étrange à la fin que le monde, 2010[O 36]
- La Conversation, 2011[O 37]
- C'est l'amour que nous aimons, 2012[O 38]
- Un jour je m'en irai sans en avoir tout dit, 2013[O 39]
- Comme un chant d'espérance, 2014
- Dieu, les affaires et nous, chronique d'un demi-siècle, 2015
- Je dirai malgré tout que cette vie fut belle[O 40], 2016Prix Jean-Jacques-Rousseau de l'autobiographie 2016.
- Guide des égarés[O 41], 2016
- Et moi, je vis toujours[O 42], 2018
- Un Hosanna sans fin[O 43], 2018
- Des messages portés par des nuages, Bouquins, 480 p., 2021 (correspondance, posthume).
- Le duc et le comte : conversation autour de Saint-Simon, de la gaité, du pouvoir, de la mort, avec Marc Lambron, Les Equateurs, 94 p., 2022.

### Compilations
- La vie ne suffit pas : Œuvres choisies, Paris, Robert Laffont, coll. « Bouquins », 2007, 1324 p. (ISBN 978-2-221-10884-0)Contient Du côté de chez Jean, Mon dernier rêve sera pour vous, Une autre histoire de la littérature française, Et toi mon cœur pourquoi bats-tu et Voyez comme on danse.
- C'est l'Amour que nous aimons, Robert Laffont, coll. « Bouquins », 2012Contient L'amour est un plaisir, Un amour pour rien, Au revoir et merci, Le Vent du soir, Tous les hommes en sont fous et Le Bonheur à San Miniato.
- Ces moments de bonheur, ces midis d'incendies, Robert Laffont, coll. « Bouquins », 2016Une fête en larmes, La Création du monde, Qu'ai-je donc fait, Odeur du temps, Saveur du temps, Tant que vous penserez à moi et les Discours à l'Académie française
- Œuvres I, Gallimard, coll. « Bibliothèque de la Pléiade » (no 605), 2015, 1760 p.Contient Au revoir et merci, La Gloire de l'Empire, Au plaisir de Dieu et Histoire du Juif errant.
- Œuvres II, Gallimard, coll. « Bibliothèque de la Pléiade » (no 635), 2018, 1632 p.Contient Le Vagabond qui passe sous une ombrelle trouée, La Douane de mer, Voyez comme on danse, C'est une chose étrange à la fin que le monde, Comme un chant d'espérance et Je dirai malgré tout que cette vie fut belle.

### Filmographie
- 2001 : Éloge de l'amour de Jean-Luc Godard
- 2012 : Les Saveurs du palais de Christian Vincent : Le président de la République[1]

- 2018 : Monsieur de Laurent Delahousse

- 2021 : Michel Déon ou la force de l'amitié de Jérémie Carboni : intervenant (documentaire)[83].

## Entretiens
- 1987 : Entretien sur Radio-Canada en 6 épisodes[84]